# Lophomyrtus bullata
Lophomyrtus bullata là một loài thực vật có hoa trong Họ Đào kim nương. Loài này được Burret mô tả khoa học đầu tiên năm 1941.